# Favreau Pillar
Favreau Pillar är en bergstopp i Antarktis. Den ligger i Östantarktis. Nya Zeeland gör anspråk på området.
Terrängen runt Favreau Pillar är mycket platt.  Trakten är obefolkad. Det finns inga samhällen i närheten. 